# 裏木曽県立自然公園
裏木曽県立自然公園（うらきそけんりつしぜんこうえん）は、岐阜県東濃地区にある県立自然公園。面積11,654ha（特別地区456ha）。

## 概要
- 全域が中津川市（旧・坂下町、川上村、付知町、福岡町、加子母村）にある。
- 木曽川支流の付知川及び川上川の渓谷、裏木曽（阿寺山地の岐阜県側の地域）の原生林、ヒノキ林を中心とした自然公園である。
- 公園内には幾つかのキャンプ場がある。

## 見所
- 付知峡
- 渡合温泉
- 小秀山
- 不動渓谷[注釈 1]
- 夕森公園